# Amtsbezeichnungen des Bundesgrenzschutzes
Die Amtsbezeichnungen des Bundesgrenzschutzes (umgangssprachlich auch Dienstgrade genannt) waren ebenso wie die entsprechenden Schulterstücke in der Geschichte der Organisation gravierenden Änderungen unterworfen.
Wesentliche Änderung ist dabei die Angleichung der Amtsbezeichnungen an die der Polizeien der Länder bei gleichzeitiger Abschaffung des einfachen Polizeivollzugsdienstes durch das Gesetz über die Personalstruktur des Bundesgrenzschutzes (BGSPersG) vom 3. Juni 1976.
Die Folge der Dienstgrade sowie ihre Entsprechung in den Schulterstücken ist folgenden Tabellen zu entnehmen. Die jeweilige Laufbahngruppe ist fett angegeben.
Seit der Änderung der Personalstruktur im Bundesgrenzschutz 1976 ist die Bezeichnung eigentlich nicht mehr Dienstgrad, sondern Amtsbezeichnung.

## 1956 bis 1971
| Dienstgrad                      | Untergrund                                                       | Beschreibung                                         |  |
| ------------------------------- | ---------------------------------------------------------------- | ---------------------------------------------------- |  |
| Grenzjäger                      |                                                                  |                                                      |  |
| Grenzjäger                      | grün, Rand mit weißen Fäden durchwirkt (außer „Grenzjäger“)      |                                                      |  |
| Grenztruppjäger                 | grün, Rand mit weißen Fäden durchwirkt (außer „Grenzjäger“)      | ein Stern, silber                                    |  |
| Grenzoberjäger                  | grün, Rand mit weißen Fäden durchwirkt (außer „Grenzjäger“)      | zwei Sterne, silber                                  |  |
| Grenzhauptjäger                 | grün, Rand mit weißen Fäden durchwirkt (außer „Grenzjäger“)      | drei Sterne, silber                                  |  |
| Unterführer                     |                                                                  |                                                      |  |
| Wachtmeister im BGS             | grün, dicker weißer Rand grün durchwirkt                         |                                                      |  |
| Fahnenjunker im BGS             | grün, dicker weißer Rand grün durchwirkt                         | silberne Litze                                       |  |
| Oberwachtmeister im BGS         | grün, dicker weißer Rand grün durchwirkt                         | ein Stern, silber                                    |  |
| Hauptwachtmeister im BGS        | grün, dicker weißer Rand grün durchwirkt                         | zwei Sterne, silber                                  |  |
| Fähnrich im BGS                 | grün, dicker weißer Rand grün durchwirkt                         | zwei Sterne, silber mit Litze                        |  |
| Unteroffiziere                  |                                                                  |                                                      |  |
| Meister im BGS                  | weißer Rand grün durchwirkt, innen eine grün-weiß gewebte Kordel |                                                      |  |
| Obermeister im BGS              | weißer Rand grün durchwirkt, innen eine grün-weiß gewebte Kordel | ein Stern, silber                                    |  |
| Stabsmeister im BGS             | weißer Rand grün durchwirkt, innen eine grün-weiß gewebte Kordel | zwei Sterne, silber                                  |  |
| Oberstabsmeister im BGS         | weißer Rand grün durchwirkt, innen eine grün-weiß gewebte Kordel | drei Sterne, silber                                  |  |
| Offiziere                       |                                                                  |                                                      |  |
| Leutnante und Hauptleute        |                                                                  |                                                      |  |
| Leutnant im BGS                 | silber mit grünem Rand                                           |                                                      |  |
| Oberleutnant im BGS             | silber mit grünem Rand                                           | silber, darauf ein Stern, gold                       |  |
| Hauptmann im BGS                | silber mit grünem Rand                                           | silber, darauf zwei Sterne, gold                     |  |
| Stabsoffiziere                  |                                                                  |                                                      |  |
| Major im BGS                    | silberne, geflochtene Kordel                                     |                                                      |  |
| Oberstleutnant im BGS           | silberne, geflochtene Kordel                                     | silberne geflochtene Kordel darauf ein Stern, gold   |  |
| Oberst im BGS                   | silberne, geflochtene Kordel                                     | silberne geflochtene Kordel darauf zwei Sterne, gold |  |
| General                         |                                                                  |                                                      |  |
| Brigadegeneral im BGS           | weiß-goldene Kordel, geflochten                                  |                                                      |  |
| Generalmajor im BGS (seit 1969) | weiß-goldene Kordel, geflochten                                  | ein goldener Stern                                   |  |

## 1972 bis 1976

### Laufbahn der Grenzjäger und Unterführer
| Dienstgrad                                         | Untergrund                                                                           | Beschreibung        |
| -------------------------------------------------- | ------------------------------------------------------------------------------------ | ------------------- |
| Grenzjäger, GS-Matrosen                            |                                                                                      |                     |
| Grenzjäger, Matrose i. BGS                         | 4 grüne Plattschnüre, die beiden äußeren silber durchwirkt                           | kein Stern          |
| Grenztruppjäger, Vormatrose i. BGS                 | 4 grüne Plattschnüre, die beiden äußeren silber durchwirkt                           | ein Stern, silber   |
| Grenzoberjäger, Obermatrose i. BGS                 | 4 grüne Plattschnüre, die beiden äußeren silber durchwirkt                           | zwei Sterne, silber |
| Grenzhauptjäger, Hauptmatrose i. BGS               | 4 grüne Plattschnüre, die beiden äußeren silber durchwirkt                           | drei Sterne, silber |
| GS-Wachtmeister, GS-Maate                          |                                                                                      |                     |
| Oberwachtmeister im BGS, Maat i. BGS               | 4 Plattschnüre, die beiden inneren grün, die beiden äußeren silber (grün durchwirkt) | ein Stern, silber   |
| Hauptwachtmeister im BGS, Obermaat i. BGS          | 4 Plattschnüre, die beiden inneren grün, die beiden äußeren silber (grün durchwirkt) | zwei Sterne, silber |
| GS-Meister, GS-Bootsmänner                         |                                                                                      |                     |
| Meister im BGS, Bootsmann im BGS                   | silberner Rand (grün durchwirkt), innen grün-silber gewebte Kordel                   | kein Stern          |
| Obermeister im BGS, Oberbootsmann im BGS           | silberner Rand (grün durchwirkt), innen grün-silber gewebte Kordel                   | ein Stern, silber   |
| Hauptmeister im BGS, Hauptbootsmann im BGS         | silberner Rand (grün durchwirkt), innen grün-silber gewebte Kordel                   | zwei Sterne, silber |
| Stabsmeister im BGS, Stabsbootsmann im BGS         | 4 silberne Plattschnüre (grün durchwirkt); Stabsbootsmänner analog                   | kein Stern          |
| Oberstabsmeister im BGS, Oberstabsbootsmann im BGS | 4 silberne Plattschnüre (grün durchwirkt); Stabsbootsmänner analog                   | ein Stern, silber   |

### Laufbahn der Grenzschutzführer
| Dienstgrad                                       | Untergrund                                    | Beschreibung                         |
| ------------------------------------------------ | --------------------------------------------- | ------------------------------------ |
| GS-Offizieranwärter                              |                                               |                                      |
| Grenzjäger, Matrose im BGS                       | grün                                          |                                      |
| Grenztruppjäger, Vormatrose im BGS               | grün mit dünnem weißen Rand                   | ein Stern, silber                    |
| Fahnenjunker im BGS, Seekadett im BGS            | grün mit dickem weißem Rand (grün durchwirkt) | silberne Litze                       |
| Fähnrich im BGS, Fähnrich zur See im BGS         | grün mit dickem weißem Rand (grün durchwirkt) | silberne Litze, ein silberner Stern  |
| Oberfähnrich im BGS, Oberfähnrich zur See im BGS | weißer Rand, grün-weiß gewebte Kordel         | silberne Litze, zwei silberne Sterne |
| GS-Offiziere                                     |                                               |                                      |
| GS-Leutnante                                     |                                               |                                      |
| Leutnant im BGS, Leutnant zur See im BGS         | silber                                        |                                      |
| Oberleutnant im BGS, Oberleutnant zur See im BGS | silber                                        | ein goldener Stern                   |
| Hauptmann im BGS, Kapitänleutnant im BGS         | silber                                        | zwei goldene Sterne                  |
| GS-Stabsoffiziere                                |                                               |                                      |
| Major im BGS, Korvettenkapitän im BGS            | silberne, geflochtene Kordel                  |                                      |
| Oberstleutnant im BGS, Fregattenkapitän im BGS   | silberne, geflochtene Kordel                  | ein Stern, gold                      |
| Oberst im BGS                                    | silberne, geflochtene Kordel                  | zwei Sterne, gold                    |
| GS-Generale                                      |                                               |                                      |
| Brigadegeneral im BGS                            | weiß-goldene Kordel, geflochten               |                                      |
| Generalmajor im BGS                              | weiß-goldene Kordel, geflochten               | ein goldener Stern                   |

## 1976 bis 1998
Zum 1. Juli 1976 wurden durch das Gesetz über die Personalstruktur des Bundesgrenzschutzes mehrere Änderungen vorgenommen:
- Abschaffung der Laufbahn der Grenzjäger
- Überleitung der militärischen Dienstgrade in Amtsbezeichnungen, wie sie auch bei der Schutzpolizei der Länder üblich sind

### Überleitung der Dienstgrade
| Polizeivollzugsdienst                                        | Polizeivollzugsdienst |
| Dienstgrad alt                                               | Amtsbezeichnung neu |
| ------------------------------------------------------------ | --- |
| Grenzjäger, Matrose im BGS                                   | Polizeioberwachtmeister im BGS |
| Grenztruppjäger, Vormatrose im BGS                           | Polizeioberwachtmeister im BGS |
| Grenzoberjäger, Obermatrose im BGS                           | Polizeioberwachtmeister im BGS |
| Grenzhauptjäger, Hauptmatrose im BGS                         | Polizeioberwachtmeister im BGS |
| Oberwachtmeister im BGS, Maat im BGS                         | Polizeioberwachtmeister im BGS |
| Fahnenjunker im BGS, Seekadett im BGS                        | Polizeioberwachtmeister im BGS |
| Hauptwachtmeister im BGS, Obermaat im BGS                    | Polizeihauptwachtmeister im BGS |
| Meister im BGS, Bootsmann im BGS                             | Polizeimeister im BGS |
| Fähnrich im BGS, Fähnrich zur See im BGS                     | Polizeimeister im BGS |
| Obermeister im BGS, Oberbootsmann im BGS                     | Polizeiobermeister im BGS |
| Hauptmeister im BGS, Hauptbootsmann im BGS                   | Polizeihauptmeister im BGS |
| Oberfähnrich im BGS, Oberfähnrich zur See im BGS             | Polizeiobermeister im BGS |
| Stabsmeister im BGS, Stabsbootsmann im BGS                   | Stabsmeister im BGS |
| Oberstabsmeister im BGS, Oberstabsbootsmann im BGS           | Oberstabsmeister im BGS |
| Leutnant im BGS, Leutnant zur See im BGS                     | Polizeikommissar im BGS |
| Oberleutnant im BGS, Oberleutnant zur See im BGS             | Polizeioberkommissar im BGS |
| Hauptmann im BGS, Kapitänleutnant im BGS                     | Polizeihauptkommissar im BGS |
| Major im BGS, Korvettenkapitän im BGS                        | Polizeirat im BGS |
| Oberstleutnant im BGS, Fregattenkapitän im BGS (BesGr. A 14) | Polizeioberrat im BGS |
| Oberstleutnant im BGS, Fregattenkapitän im BGS (BesGr. A 15) | Polizeidirektor im BGS |
| Oberst im BGS (BesGr. A 16)                                  | Leitender Polizeidirektor im BGS |
| Oberst im BGS (BesGr. B 3)                                   | Direktor im Bundesgrenzschutz – im Bundesministerium des Innern Direktor im Bundesgrenzschutz – als der ständige Vertreter des Kommandeurs der Grenzschutzschule Direktor im Bundesgrenzschutz – als Kommandeur der Grenzschutzschule |
| Brigadegeneral im BGS                                        | Kommandeur im Bundesgrenzschutz – als Kommandeur eines Grenzschutzkommandos |
| Generalmajor im BGS – als Inspekteur                         | Inspekteur des Bundesgrenzschutzes |

| Sanitätsdienst                  | Sanitätsdienst                                                                      |
| Dienstgrad alt                  | Amtsbezeichnung neu                                                                 |
| ------------------------------- | ----------------------------------------------------------------------------------- |
| Stabsarzt im BGS                | Medizinalrat im BGS                                                                 |
| Oberstabsarzt im BGS            | Medizinaloberrat im BGS                                                             |
| Oberfeldarzt im BGS             | Medizinaldirektor im BGS                                                            |
| Oberstarzt im BGS (BesGr. A 16) | Leitender Medizinaldirektor im BGS                                                  |
| Oberstarzt im BGS (BesGr. B 3)  | Direktor im Bundesgrenzschutz – im Bundesministerium des Innern, für Bau und Heimat |

### Dienstgrad- und Amtsabzeichen
| Polizeivollzugsdienst                   | Polizeivollzugsdienst                                                                           | Polizeivollzugsdienst                           |
| Amtsbezeichnung                         | Untergrund                                                                                      | Beschreibung                                    |
| --------------------------------------- | ----------------------------------------------------------------------------------------------- | ----------------------------------------------- |
| Mittlerer Dienst                        |                                                                                                 |                                                 |
| Polizeihauptwachtmeisteranwärter im BGS | grün                                                                                            |                                                 |
| Polizeiwachtmeister im BGS              | grün mit dickem silbernen Rand                                                                  |                                                 |
| Polizeioberwachtmeister im BGS          | grün mit dickem silbernen Rand                                                                  | ein Stern, silber                               |
| Polizeihauptwachtmeister im BGS         | grün mit dickem silbernen Rand                                                                  | zwei Sterne, silber                             |
| Polizeimeister im BGS                   | silberner Rand, grün-silber gewebte Kordel                                                      |                                                 |
| Polizeiobermeister im BGS               | silberner Rand, grün-silber gewebte Kordel                                                      | ein Stern, silber                               |
| Polizeihauptmeister im BGS              | silberner Rand, grün-silber gewebte Kordel                                                      | zwei Sterne, silber                             |
| Stabsmeister im BGS                     | silber, grün durchwirkt                                                                         |                                                 |
| Oberstabsmeister im BGS                 | silber, grün durchwirkt                                                                         | ein Stern, silber                               |
| Gehobener Dienst                        |                                                                                                 |                                                 |
| Polizeikommissar im BGS                 | silber                                                                                          |                                                 |
| Polizeioberkommissar im BGS             | silber                                                                                          | ein Stern, gold                                 |
| Polizeihauptkommissar im BGS            | silber                                                                                          | zwei Sterne, gold                               |
| Erster Polizeihauptkommissar im BGS     | silber                                                                                          | drei Sterne, gold                               |
| Höherer Dienst                          |                                                                                                 |                                                 |
| Polizeirat im BGS                       | silberne geflochtene Kordeln                                                                    |                                                 |
| Polizeioberrat im BGS                   | silberne geflochtene Kordeln                                                                    | ein Stern, gold                                 |
| Polizeidirektor im BGS                  | silberne geflochtene Kordeln                                                                    | zwei nebeneinander liegende kleine Sterne, gold |
| Leitender Polizeidirektor im BGS        | silberne geflochtene Kordeln                                                                    | zwei Sterne, gold                               |
| Direktor im BGS                         | silberne geflochtene Kordeln                                                                    | drei Sterne, gold                               |
| Direktor der Grenzschutzdirektion       | überwiegend silber geflochten mit goldenem Knopf überwiegend gold geflochten mit goldenem Knopf |                                                 |
| Kommandeur im BGS                       | überwiegend silber geflochten mit goldenem Knopf überwiegend gold geflochten mit goldenem Knopf |                                                 |
| Inspekteur des BGS                      | überwiegend silber geflochten mit goldenem Knopf überwiegend gold geflochten mit goldenem Knopf | ein Stern groß, silber                          |

| Sanitätsdienst                     | Sanitätsdienst               | Sanitätsdienst                                                                          |
| Amtsbezeichnung                    | Untergrund                   | Beschreibung                                                                            |
| ---------------------------------- | ---------------------------- | --------------------------------------------------------------------------------------- |
| Medizinalrat im BGS                | silberne geflochtene Kordeln | Äskulapstab mit Schlange                                                                |
| Medizinaloberrat im BGS            | silberne geflochtene Kordeln | ein Stern, gold, darüber Äskulapstab mit Schlange, gold                                 |
| Medizinaldirektor im BGS           | silberne geflochtene Kordeln | zwei nebeneinander liegende kleine Sterne, gold, darüber Äskulapstab mit Schlange, gold |
| Leitender Medizinaldirektor im BGS | silberne geflochtene Kordeln | zwei Sterne, gold, zwischen den Sternen Äskulapstab mit Schlange, gold                  |

## 1998 bis 2001
| Polizeivollzugsdienst               | Polizeivollzugsdienst                                                                           | Polizeivollzugsdienst                           |
| Amtsbezeichnung                     | Untergrund                                                                                      | Beschreibung                                    |
| ----------------------------------- | ----------------------------------------------------------------------------------------------- | ----------------------------------------------- |
| Mittlerer Dienst                    |                                                                                                 |                                                 |
| Polizeimeisteranwärter im BGS       | silberner Rand mit grünen Winkeln, grünes Innenteil                                             |                                                 |
| Polizeimeister im BGS               | silberner Rand mit grünen Winkeln, grün-silber gewebte Kordel im Innenteil                      |                                                 |
| Polizeiobermeister im BGS           | silberner Rand mit grünen Winkeln, grün-silber gewebte Kordel im Innenteil                      | ein Stern, silber                               |
| Polizeihauptmeister im BGS          | silberner Rand mit grünen Winkeln, grün-silber gewebte Kordel im Innenteil                      | zwei Sterne, silber                             |
| Stabsmeister im BGS                 | silber, grün durchwirkt                                                                         |                                                 |
| Oberstabsmeister im BGS             | silber, grün durchwirkt                                                                         | ein Stern, silber                               |
| Gehobener Dienst                    |                                                                                                 |                                                 |
| Polizeikommissar im BGS             | silber                                                                                          |                                                 |
| Polizeioberkommissar im BGS         | silber                                                                                          | ein Stern, gold                                 |
| Polizeihauptkommissar im BGS        | silber                                                                                          | zwei Sterne, gold                               |
| Erster Polizeihauptkommissar im BGS | silber                                                                                          | drei Sterne, gold                               |
| Höherer Dienst                      |                                                                                                 |                                                 |
| Polizeirat im BGS                   | silberne geflochtene Kordeln                                                                    |                                                 |
| Polizeioberrat im BGS               | silberne geflochtene Kordeln                                                                    | ein Stern, gold                                 |
| Polizeidirektor im BGS              | silberne geflochtene Kordeln                                                                    | zwei nebeneinander liegende kleine Sterne, gold |
| Leitender Polizeidirektor im BGS    | silberne geflochtene Kordeln                                                                    | zwei Sterne, gold                               |
| Direktor im BGS                     | silberne geflochtene Kordeln                                                                    | drei Sterne, gold                               |
| Direktor der Grenzschutzdirektion   | überwiegend silber geflochten mit goldenem Knopf überwiegend gold geflochten mit goldenem Knopf |                                                 |
| Kommandeur im BGS                   | überwiegend silber geflochten mit goldenem Knopf überwiegend gold geflochten mit goldenem Knopf |                                                 |
| Inspekteur des BGS                  | überwiegend silber geflochten mit goldenem Knopf überwiegend gold geflochten mit goldenem Knopf | ein Stern groß, silber                          |

| Sanitätsdienst                     | Sanitätsdienst               | Sanitätsdienst                                                                          |
| Amtsbezeichnung                    | Untergrund                   | Beschreibung                                                                            |
| ---------------------------------- | ---------------------------- | --------------------------------------------------------------------------------------- |
| Medizinalrat im BGS                | silberne geflochtene Kordeln | Äskulapstab mit Schlange                                                                |
| Medizinaloberrat im BGS            | silberne geflochtene Kordeln | ein Stern, gold, darüber Äskulapstab mit Schlange, gold                                 |
| Medizinaldirektor im BGS           | silberne geflochtene Kordeln | zwei nebeneinander liegende kleine Sterne, gold, darüber Äskulapstab mit Schlange, gold |
| Leitender Medizinaldirektor im BGS | silberne geflochtene Kordeln | zwei Sterne, gold, zwischen den Sternen Äskulapstab mit Schlange, gold                  |

### Laufbahnabhängige zusätzliche Abzeichen bis 2000/2005
Kragenspiegel (bis 2001)
Die dunkelgrünen Kragenspiegel bzw. Kragenpatten waren an der Uniformjacke, jedoch nicht am Uniformhemd angebracht.
- Mittlerer Dienst: zwei silberne (in Realität nahezu weiße) gewebte Doppellitzen (Kapellenlitzen), der zentrale Mittel- bzw. Kragenspiegel dunkelgrün, ebenso die beiden Seiten- bzw. Litzenspiegel
- Gehobener Dienst und Höherer Dienst: silberne Doppellitzen, die Seitenspiegel mit aufgelegter, gedrehter Silberschnur
- Direktor der Grenzschutzdirektion (Amt eingeführt 1976): goldene Doppellitzen, die Seitenspiegel mit aufgelegter, gedrehter Goldschnur
- Kommandeur (bis 1976 Brigadegeneral) sowie Inspekteur (Generalmajor): dunkelgrüne Patte mit stilisierter goldener Akanthus-Ranke (Larisch-Stickerei)

Ärmelschild und Ärmelschriftzug (bis 2005)
Auf dem linken Oberärmel wurde seit Oktober 1952 ein Ärmelschild mit dem Bundesadler getragen, ab 2001 mit dem Schriftzug Polizei oberhalb des Bundesadlers. Seit 1972 war über dem Ärmelschild der Schriftzug Bundesgrenzschutz bogenförmig angebracht (sog. Genscherbogen, nach dem damaligen Bundesinnenminister Hans-Dietrich Genscher). Die Farbe von Bundesadler und Schriftzügen folgte jener der Kapellenlitzen bzw. der Akanthus-Ranke (Silber für mittleren, gehobenen Dienst und höheren Dienst, ab einschließlich Direktor der Grenzschutzdirektion jedoch Gold). Seit 2001 befand sich innerhalb des Ärmelschilds ein Schriftzug „Polizei“ oberhalb des Bundesadlers; gleichzeitig waren jetzt der Bundesadler sowie die Schriftzüge „Polizei“ und „Bundesgrenzschutz“, aber auch die Randeinfassungen von Ärmelschild und „Genscherbogen“ laufbahnübergreifend einheitlich gelb (wie traditionell bereits beim BGS See). Der Schriftzug „Bundesgrenzschutz“ entfiel 2005 mit Umbenennung des BGS in Bundespolizei, der Bundesadler blieb in stark abgewandelter Form erhalten.
Folgende Abzeichen wurden 1972–2000 getragen:
Sanitätswesen
- Referatsleiter des Sanitätswesens: Direktoren im BGS, die diese Aufgabe wahrnahmen trugen an der linken Brust einen Äskulapstab mit Schlange.

Verwaltungsbeamte im Grenzschutzeinzeldienst und in den Verbänden
- Merkurstab in silber (mittlerer Dienst), gold (gehobener Dienst) und gold mit Eichenlaub (höherer Dienst).

## 2001 bis 2005
Schulterklappen sind nun einheitlich grün und am Ende spitz zulaufend. Im Grenzschutzamt-See ist der Untergrund marineblau. Die Abzeichen bestehen aus schmalen und breiten goldenen Litzen. Bei Anwärtern sind diese verkürzt.
| Polizeivollzugsdienst                                        | Polizeivollzugsdienst                                                 | Polizeivollzugsdienst                                     |
| Dienst-/Amtsbezeichnung                                      | Landeinheiten                                                         | Grenzschutzamt See                                        |
| ------------------------------------------------------------ | --------------------------------------------------------------------- | --------------------------------------------------------- |
| Mittlerer Dienst grün mit silber geflochten, silberner Knopf |                                                                       |                                                           |
| Polizeimeisteranwärter im BGS                                | silberne Schnüre außen und innen grün                                 |                                                           |
| Polizeimeister im BGS                                        |                                                                       | zwei schmale Litzen                                       |
| Polizeiobermeister im BGS                                    | ein Stern silber                                                      | drei schmale Litzen                                       |
| Polizeihauptmeister im BGS (auch mit Amtszulage)             | zwei Sterne silber                                                    | vier schmale Litzen                                       |
| Gehobener Dienst silberne Schnüre, silberner Knopf           |                                                                       |                                                           |
| Polizeikommissar im BGS                                      |                                                                       | eine breite Litze                                         |
| Polizeioberkommissar im BGS                                  | ein Stern groß, gold                                                  | zwei breite Litzen                                        |
| Polizeihauptkommissar im BGS                                 | zwei Sterne groß, gold                                                | breite Litzen, schmale Litze, breite Litze                |
| Erster Polizeihauptkommissar im BGS                          | drei Sterne groß, gold                                                | breite Litze, zwei schmale Litzen, breite Litze           |
| Höherer Dienst silber geflochten, silberner Knopf            |                                                                       |                                                           |
| Polizeirat im BGS                                            |                                                                       | drei breite Litzen                                        |
| Polizeioberrat im BGS                                        | ein Stern groß, gold                                                  | eine breite Litze, eine schmale Litze, zwei breite Litzen |
| Polizeidirektor im BGS                                       | zwei kleine Sterne nebeneinander, gold                                | vier breite Litzen                                        |
| Leitender Polizeidirektor im BGS                             | zwei Sterne groß, gold                                                |                                                           |
| Abteilungspräsident im BGS                                   | drei kleine Sterne, gold                                              |                                                           |
| Direktor im BGS                                              | drei Sterne groß, gold                                                |                                                           |
| Direktor der Grenzschutzdirektion                            | überwiegend silber geflochten mit goldenem Knopf                      |                                                           |
| Präsident eines Grenzschutzpräsidiums (Präs)                 | überwiegend gold geflochten mit goldenem Knopf                        |                                                           |
| Inspekteur des BGS                                           | ein Stern groß, silber überwiegend gold geflochten mit goldenem Knopf |                                                           |

Die Schulterstücke für Polizeivollzugsbeamte des mittleren Polizeivollzugsdienstes werden mit Beginn der Aufstiegsausbildung für den gehobenen Dienst zusätzlich mit einer silbernen, die für PVB des gehobenen Dienstes mit Beginn der Aufstiegsausbildung für den höheren Dienst mit einer goldenen Litze versehen.
Im Grenzschutzamt-See werden die Schulterstücke bei Beginn der Aufstiegsausbildung mit einer zusätzlichen kurzen breiten Litze versehen.
| Sanitätsdienst                                                  | Sanitätsdienst                           | Sanitätsdienst                                                     |
| Amtsbezeichnung                                                 | Beschreibung                             | Beschreibung (Grenzschutzamt-See)                                  |
| --------------------------------------------------------------- | ---------------------------------------- | ------------------------------------------------------------------ |
| Arzt im BGS (VB)                                                | Äskulapstab, gold                        | Äskulapstab, gold                                                  |
| Medizinalrat im BGS                                             | Äskulapstab, gold                        | drei breite Litzen und Äskulapstab, gold                           |
| Medizinaloberrat im BGS                                         | Äskulapstab und ein Stern groß, gold     | zwei breite, eine schmale, eine breite Litze und Äskulapstab, gold |
| Medizinaldirektor im BGS                                        | Äskulapstab und zwei kleine Sterne, gold | vier breite Litzen und Äskulapstab, gold                           |
| Leiter des Ärztlichen Dienstes eines Grenzschutzpräsidiums (VB) | Äskulapstab und zwei Sterne groß, gold   |                                                                    |

Grenzschutzorchester
Angestellte tragen dunkelblaue Schulterstücke mit einer stilisierten goldenen Harfe (Lyra), der Leiter des Orchesters zusätzlich Eichenlaub, Beamte tragen die ihnen ansonsten zustehenden Abzeichen.

## Hinweis zu den Amtsbezeichnungen Stabsmeister und Oberstabsmeister
Bei der Umstellung des Laufbahnsystems 1976 beim Bundesgrenzschutz blieben Stabsmeister und Oberstabsmeister als zulässige Amtsbezeichnungen weiter bestehen. Das Amt eines Stabsmeisters wurde jedoch nicht mehr verliehen, bereits ernannte Stabsmeister konnten jedoch zum Oberstabsmeister befördert werden. Diese Ämter gehörten zum mittleren Polizeivollzugsdienst. Stabsmeister, die eine Aufstiegsprüfung für den gehobenen Polizeivollzugsdienst ablegten, wurden direkt zum Polizeioberkommissar befördert, alle anderen aktiven Stabsmeister wurden zu Oberstabsmeistern befördert oder ihnen wurden Ämter des gehobenen Polizeivollzugsdienstes verliehen. Seit 2005 gibt es keine aktiven Stabsmeister mehr.